# توتنس
latitudeتوتنسlongitudeتوتنس
توتنس (به انگلیسی: Totnes) یک شهرک در بریتانیا است که در انگلستان واقع شده‌است.

## خصوصیات
توتنس ۷٬۴۴۴ نفر جمعیت دارد.